# Plebiscyt Przeglądu Sportowego 2005
71. Plebiscyt Przeglądu Sportowego na najlepszego sportowca Polski zorganizowano w 2005 roku.

## Wyniki
| Lp. | Kandydat           | Dyscyplina sportu   | Klub sportowy              | Osiągnięcia w 2005                                                     | Liczba głosów |
| --- | ------------------ | ------------------- | -------------------------- | ---------------------------------------------------------------------- | ------------- |
| 1.  | Otylia Jędrzejczak | pływanie            | –                          | złoto i brąz na MŚ 2005                                                | 445 185       |
| 2.  | Tomasz Adamek      | boks zawodowy       | –                          | MŚ WBC                                                                 | 326 357       |
| 3.  | Paweł Korzeniowski | pływanie            | AZS AWF Warszawa           | złoto na MŚ 2005                                                       | 324 750       |
| 4.  | Dorota Świeniewicz | piłka siatkowa      | Despar Perugia             | złoto na ME 2005                                                       | 274 955       |
| 5.  | Danuta Dmowska     | szermierka          | Legia Warszawa             | złoto na MŚ 2005                                                       | 213 564       |
| 6.  | Tomasz Frankowski  | piłka nożna         | Wisła Kraków i Elche CF    | zdobycie mistrzostwa Polski oraz króla strzelców 2005 awans do MŚ 2006 | 199 589       |
| 7.  | Monika Pyrek       | lekkoatletyka       | –                          | srebro MŚ 2005 i brąz HME 2005                                         | 180 061       |
| 8.  | Jerzy Dudek        | piłka nożna         | Liverpool F.C.             | zdobycie LM 2005 awans do MŚ 2006                                      | 169 103       |
| 9.  | Robert Kubica      | wyścigi samochodowe | Epsilon Euskadi            | mistrz World Series by Renault 2005                                    | 157 743       |
| 10. | Maciej Żurawski    | piłka nożna         | Wisła Kraków i Celtic F.C. | zdobycie mistrzostwa Polski awans do MŚ 2006                           | 132 368       |

11. Maja Włoszczowska – kolarstwo górskie (130 122)

12. Adam Małysz – skoki narciarskie (127 826)

13. Sylwia Gruchała – szermierka (125 567)

14. Agata Mróz – siatkówka (112 169)

15. Bartosz Kizierowski – pływanie (100 447)

16. Paweł Baraszkiewicz – kajakarstwo (74 732)

17. Tomasz Gollob – żużel (70 878)

18. Szymon Ziółkowski – lekkoatletyka (62 884)

19. Robert Sycz, Paweł Rańda – wioślarstwo (58 039)

20. Tomasz Motyka – szermierka (54 059)
- Najlepszy Niepełnosprawny Sportowiec Roku: Tomasz Hamerlak (lekkoatletyka)
- Najlepszy Trener Roku: Andrzej Niemczyk (siatkówka) i Paweł Słomiński (pływanie)
- Najlepsza Polska Drużyna Roku: Reprezentacja Polski w siatkówce kobiet